# Calle del Río
La Calle del Río es una vía pública del barrio de Palacio, situada al sureste de la Plaza de España, en el centro de Madrid. Con una longitud de apenas 189 metros, comienza en la calle de Leganitos y desciende hacia la calle de Bailén, paralela a la Travesía del Reloj. Antes se llamó Mira el Río por Leganitos y Vistillas del Río, hasta que en 1835 se le dio el nuevo nombre actual (2017).

## Historia
Representada en los planos de Teixeira y Espinosa como vistillas del Río fue camino de salida hacia el río Manzanares desde la primitiva villa cercada, hasta que se abrió la plaza de San Marcial. Los terrenos que ocupaba eran propiedad del convento de San Martín hasta que fueron comprados por Felipe II. Las primeras casas las levantó el duque del Parque, y para darse salida a la calle Nueva de Palacio (luego calle de Bailén), mandó construir la escalinata que «bordea la casa de la Regalada» junto al antiguo edificio de Sabatini.

## Circulación
El primer tramo de la calle está abierto al tráfico rodado, mientras que el otro tramo es peatonal. Además, la última parte de la calle tiene un gran desnivel que se salva con una escalera. La calle rodea al Palacio del Senado, y sirve de acceso a uno de los garajes.